# کلو (هیماچال پرادش)

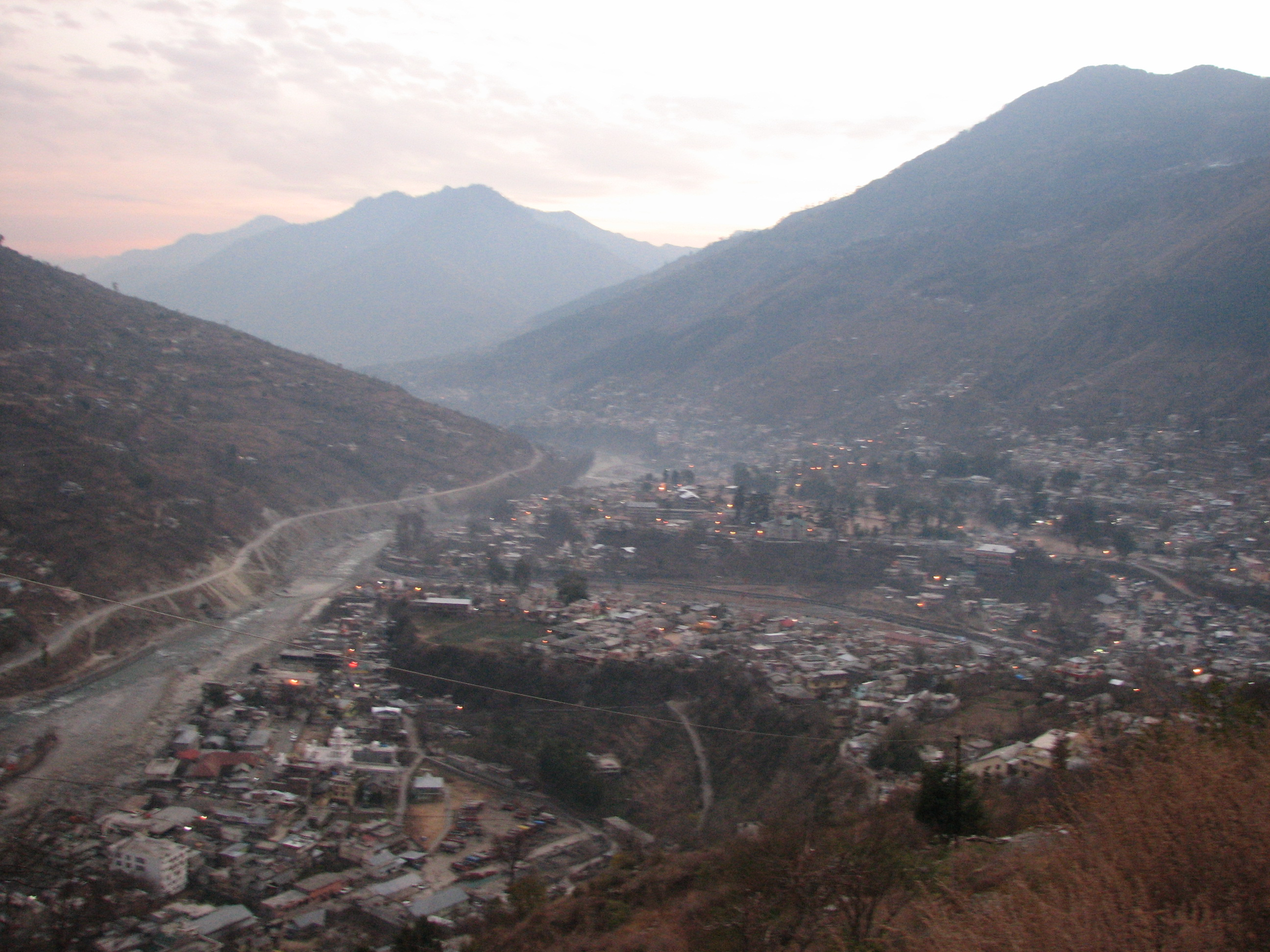
عکسی از کلو2007

کلو (به انگلیسی: Kullu) یک منطقهٔ مسکونی در هند است که در Kullu district واقع شده‌است. کلو ۱۸٬۵۳۶ نفر جمعیت دارد و ۱٬۲۷۹ متر بالاتر از سطح دریا واقع شده‌است.